# Służba inżynieryjno-saperska (II RP)
Służba inżynieryjno-saperska – dział administracji Wojska Polskiego.

## Zadania i personel
Zadania:
- nadzór, budowa oraz utrzymywanie w należytym stanie obiektów fortyfikacyjnych, terenów ćwiczebnych i wszelkich budowli należących do wojskowości oraz dróg kołowych i wodnych, mostów drogowych, służących wyłącznie celom wojskowym;
- zaopatrzenie wojska w sprzęt inżynieryjny i saperski oraz materiały budowlane i wybuchowe;
- zakup i sprzedaż, dzierżawy, czasowe zajęcia i wywłaszczanie gruntów i nieruchomości na potrzeby wojska.

Personel:
- korpus oficerów inżynierii i saperów;
- chorążowie - saperzy;
- szeregowi - saperzy, na etatach służby inżynieryjno-saperskiej.

Służbą inżynieryjno-saperską kierowali oficerowie korpusu inżynierii i saperów posiadający dyplom inżynierski.
Pozostały personel oficerski, chorążowie i szeregowi służby inżynierii i saperów, wojskowy personel niewykwalifikowany - przydzielony do służby inżynierii i saperów oraz personel cywilny — pełnili funkcję organów wykonawczych.
Macierzystą formacją wszystkich instytucji służby inżynierii i saperów każdego Okręgu Korpusu był pułk saperów (lub kadra jego batalionu zapasowego), przynależny organizacyjnie do Okręgu Korpusu.
Prowadził on ewidencję, szkolił i uzupełniał personel służby inżynierii i saperów wszystkich instytucji tej służby swojego Okręgu Korpusu oraz dysponował materiałem dla tych zakładów, z wyjątkiem materiałów technicznych, złożonych w Okręgowych Składach Inżynierii.

## Centralne organy służby inżynieryjno-saperskiej
Ogólne kierownictwo służby inżynieryjno-saperskiej sprawował Minister Spraw Wojskowych, którego bezpośrednim doradcą był Szef Departamentu Inżynierii i Saperów Ministerstwa Spraw Wojskowych.
Służba inżynieryjno-saperska posiadała centralne magazyny, składy i warsztaty dla potrzeb całych sił zbrojnych, zgrupowane w jednym zakładzie:
Główny Zakład Inżynieryjno-Saperski, jako instytucja centralna, podlegała dowódcy Okręgu Korpusu Nr I w Warszawie (bezpośrednio Szefowi Inżynierii i Saperów). Kierownictwo i zarządzanie składami i magazynami należało wyłącznie do Ministra Spraw Wojskowych.
Formacją macierzystą Głównego Zakładu Inżynieryjno-Saperskiego był pułk saperów Okręgu Korpusu Nr I w Warszawie.
Główny Zakład Inżynieryjno-Saperski miał za zadanie zaopatrzenie w sprzęt saperski służb lądowych, wodnych i minierskich oraz szkolenie majstrów służby inżynieryjno-saperskiej.
Główny Zakład Inżynieryjno-Saperski przyjmował, wytwarzał, przechowywał i regenerował wszelkiego rodzaju sprzęt saperski oraz prowadził ogólny nadzór nad wytwarzaniem sprzętu saperskiego przez wytwórnie krajowe.
Skład:
- kierownictwo,
- biuro techniczne,
- Szkoła Majstrów Służby Inżynieryjno-Saperskiej,
- składy: służby lądowej,służby wodnej, służby minierskiej;
- Główny Warsztat Inżynieryjno-Saperski.

Zadania:
- kierownictwo: ogólne kierownictwo i nadzór administracyjny nad działalnością całego zakładu;
- biuro techniczne: opracowywanie i ulepszanie sprzętu inżynieryjno-saperskiego, opracowywanie warunków technicznych produkcji, sprawdzanie próbek materiałów i narzędzi oraz okresowe badanie materiałów wybuchowych;
- Szkoła Majstrów Służby Inżynieryjno-Saperskiej: szkolenie podoficerów sprzętowych i majstrów służby inżynieryjno-saperskiej, w zakresie konserwacji i naprawy sprzętu inżynieryjno-saperskiego oraz materiałoznawstwa;
- składy: magazynowanie, konserwacja i ekspedycja odnośnych materiałów dla potrzeb bieżących oraz odpowiednie przechowywanie sprzętu polowego;
- Główny Warsztat Inżynieryno-Saperski: częściowy wyrób oraz naprawa uszkodzonego sprzętu i przygotowywanie wzorów produkcyjnych dla wytwórni sprzętu.

Kierownik Głównego Zakładu Inżynieryjno-Saperskiego posiadał wobec podległego mu personelu Zakładu prawa dowódcy pułku.
Kierownik biura technicznego oraz kierownik Głównego Warsztatu Inżynieryjno-Saperskiego posiadali, w stosunku do podległego im personelu, prawa dowódców batalionów, kierownicy poszczególnych składów oraz dowódca Szkoły Majstrów Służby Inżynieryjno-Saperskiej, prawa dyscyplinarne dowódców kompanii.

## Służba inżynieryjno-saperska w Okręgach Korpusów
Działalnością administracyjno-techniczną służby inżynierii i saperów na obszarze Okręgu Korpusu kierował Szef Inżynierii i Saperów Okręgu Korpusu, wchodzący w skład Dowództwa Okręgu Korpusu.
Szefowi Inżynierii i Saperów Okręgu Korpusu podlegały:
- kredyty budżetowe;
- personel etatowy Szefostwa Inżynierii i Saperów Okręgu Korpusu;
- Okręgowy Skład Inżynierii i Saperów, stacjonujący na terenie danego Okręgu Korpusu;
- Kierownicy Rejonów Służby Inżynierii i Saperów.

Szefowi Inżynierii i Saperów Okręgu Korpusu, jako szefowi broni, podlegał dowódca pułku saperów, dyslokowanego na obszarze danego Okręgu Korpusu.
W każdym Okręgu Korpusu istniał zakład służby inżynieryjno-saperskiej, podlegający bezpośrednio Szefowi Inżynierii i Saperów Okręgu Korpusu.
Okręgowy Skład Inżynieryjno-Saperski był miejscem składowania materiałów saperskich, fortyfikacyjnych, budowlanych i wybuchowych oraz środków pomocniczych do robót wybuchowych i minerskich dla potrzeb bieżących i szkoleniowych Okręgu Korpusu oraz posiadał pełne, mobilizacyjne zapasy materiałowe dla Okręgu Korpusu, uzupełniane przez Główny Zakład Inżynieryjno-Saperski.
Okręgowy Skład Inżynieryjno-Saperski dzielił się na: skład materiałów służby lądowej i skład materiałów minerskich. Pozostawały one pod rozkazami Kierownika Okręgowego Składu Inżynieryjno-Saperskiego, który posiadał, w stosunku do podległego mu personelu, prawa dowódcy kompanii.
Każdy Okręg Korpusu dzielił się na 2 do 5 rejonów administracyjnych służby inżynieryjno-saperskiej, w zależności od warunków terenowych, ilości obiektów fortyfikacyjnych i koszarowych.
Rejony inżynieryjno-saperskie oznaczone były nazwą miejscowości siedziby odnośnego kierownika rejonu inżynieryjno-saperskiego.
W każdym rejonie inżynieryjno-saperskim działalnością administracyjną i techniczną służby kierował kierownik rejonu inżynieryjno-saperskiego.
Kierownik rejonu inżynieryjno-saperskiego posiadał specjalistyczny etatowy personel, który łącznie z nim stanowił kierownictwo rejonu inżynieryjno-saperskiego.
W skład kierownictwa rejonowego wchodził także etatowy personel, przewidziany do podręcznego składu sprzętu i materiałów budowlano-fortyfikacyjnych, zawierający materiały dla:
- własnych potrzeb bieżących kierownictwa;
- potrzeb formacji wojskowych, dyslokowanych w danym rejonie;
- zapasy materiałów inżynieryjno-saperskiego formacji polowych.

W stosunku do podległego sobie personelu, kierownik rejonu inżynieryjno-saperskiego miał prawa dowódcy samodzielnego batalionu.
Istniały dwa typy kierownictw rejonów inżynieryjno-saperskich: fortyfikacyjny i budowlany. Pierwszy, ustanowiony w rejonach obozów warownych, drugi, o przeważającym charakterze budowlanym, w pozostałych rejonach.
Do zakresu działania kierownika rejonu inżynieryjno-saperskiego należało:
- ewidencja budynków i gruntów, należących do wojska, fortyfikacji, dróg kołowych, wodnych, mostów drogowych, w obrębie danego rejonu.
- stały nadzór i konserwacja powyższych obiektów wojskowych;
- kierownictwo robót związanych z wyżej wymienionymi obiektami wojskowymi;
- wnioski o budowę nowych obiektów oraz ewentualnie kierownictwo i nadzór nad budową;
- naprawa, konserwacja i budowa nowych urządzeń i instalacji wodociągowo-kanalizacyjnych, elektrycznych, centralnego ogrzewania itp.;
- utrzymywanie w należytym stanie zapasów podręcznego składu narzędzi i materiałów;
- wykonywanie studiów fortyfikacyjnych i budowlanych;
- sporządzanie projektów, planów i kosztorysów dla wyżej wymienionych robót;
- stały nadzór i inspekcja stanu obiektów koszarowych oraz ich konserwacji przez zajmujące je formacje wojskowe;
- zatwierdzanie umów dzierżawnych nieruchomości niezbędnych do funkcjonowania wojska;
- sporządzanie budżetu w swoim zakresie oraz dysponowanie nim.

Kierownik rejonu inżynieryjno-saperskiego podlegał Szefowi Inżynierii i Saperów Okręgu Korpusu.
Kierownicy tych rejonów inżynieryjno-saperskich, w obrębie których znajdowały się obozy warowne, podlegali, pod względem garnizonowo-lokalnym i w sprawach rozlokowania formacji wojskowych w samym obozie warownym, Komendantowi odnośnego obozu warownego.
Kierownicy rejonów inżynieryjno-saperskich współpracowali bezpośrednio z Szefem Inżynierii i Saperów Okręgu Korpusu, od którego otrzymywali rozkazy i instrukcje, oraz z formacjami wojskowymi, zajmującymi obiekty koszarowe w danym rejonie, udzielając im instrukcji, odnośnie do konserwacji i utrzymywania w należytym stanie zajmowanych przez nie obiektów oraz udzielając im kredytów i sprawdzając zasadne ich wydanie, przyznanych na konserwację budynków i na prowadzenie we własnym zakresie drobnych napraw i innych robót.
Kierownik rejonu inżynieryjno-saperskiego, na którego obszarze znajdował się obóz warowny, miał obowiązek informowania komendanta obozu warownego (na jego żądanie), o wszelkich wydanych zarządzeniach i zmianach, w sprawach budowlano-fortyfikacyjnych, odnośnie do danego obozu warownego.

## Służba inżynieryjno-saperska w oddziałach i zakładach wojskowych
Formacje wojskowe, zajmujące na stałe budynki państwowe, wydzielały ze swego personelu specjalnych oficerów (podoficerów) do administracji budynków, którzy odpowiedzialni byli przed swym dowódcą za należyte używanie i konserwację zajmowanych przez formację obiektów, a także kierowali bezpośrednio wykonywaniem drobnych robót budowlanych przeprowadzanych samodzielnie przez formacje wojskowe.
Formacje wojskowe, które w zajmowanych przez siebie obiektach posiadały urządzenia, do obsługi których potrzebny był stały personel techniczny, (centralne ogrzewanie, urządzenia elektryczne, wodociągowe itd.), zatrudniały odpowiedni personel.
Personel ten podlegał oficerowi administrującemu budynkami.
Oficer (podoficer) administrujący budynkami otrzymywał instrukcje co do konserwacji i utrzymywania zajmowanych przez daną formację obiektów bezpośrednio od kierownika rejonu inżynieryjno-saperskiego.

## Dyslokacja
- Główny Zakład Inżynierii i Saperów w Warszawie
- Okręgowy Skład Inżynierii i Saperów Nr I w Modlinie
- Okręgowy Skład Inżynierii i Saperów Nr II w Lublinie
- Okręgowy Skład Inżynierii i Saperów Nr III w Grodnie
- Okręgowy Skład Inżynierii i Saperów Nr IV w Łodzi
- Okręgowy Skład Inżynierii i Saperów Nr V w Krakowie
- Okręgowy Skład Inżynierii i Saperów Nr VI we Lwowie
- Okręgowy Skład Inżynierii i Saperów Nr VII w Poznaniu
- Okręgowy Skład Inżynierii i Saperów Nr VIII w Toruniu
- Okręgowy Skład Inżynierii i Saperów Nr IX w Kielcach
- Okręgowy Skład Inżynierii i Saperów Nr X w Przemyślu
- Kierownictwo Rejonu Inżynierii i Saperów Warszawa-Miasto, ul. Nowowiejska 1 (wejście od placu Zbawiciela)
- Kierownictwo Rejonu Inżynierii i Saperów Warszawa-Podmiejska, Cytadela, bud. nr 6
- Kierownictwo Rejonu Inżynierii i Saperów Dęblin, Cytadela, bud. nr 51 → twierdza Dęblin
- Kierownictwo Rejonu Inżynierii i Saperów Modlin
- Kierownictwo Rejonu Inżynierii i Saperów Białystok w Łomży
- Kierownictwo Rejonu Inżynierii i Saperów Lublin, Obóz Zachodni, barak nr 7 (grupa budynków Piekarni Garnizonowej)
- Kierownictwo Rejonu Inżynierii i Saperów Równe, Sucharówka, bud. nr 639[1]
- Kierownictwo Rejonu Inżynierii i Saperów Kowel, ul. Łucka 210
- Kierownictwo Rejonu Inżynierii i Saperów Grodno, ul. Telegraficzna 24
- Kierownictwo Rejonu Inżynierii i Saperów Lida, ul. Suwalska 11
- Kierownictwo Rejonu Inżynierii i Saperów Wilno, ul. Arsenalska 5
- Kierownictwo Rejonu Inżynierii i Saperów Łódź
- Kierownictwo Rejonu Inżynierii i Saperów Częstochowa
- Kierownictwo Rejonu Inżynierii i Saperów Kraków
- Kierownictwo Rejonu Inżynierii i Saperów Tarnów
- Kierownictwo Rejonu Inżynierii i Saperów Katowice
- Kierownictwo Rejonu Inżynierii i Saperów Lwów
- Kierownictwo Rejonu Inżynierii i Saperów Stanisławów
- Kierownictwo Rejonu Inżynierii i Saperów Tarnopol
- Kierownictwo Rejonu Inżynierii i Saperów Poznań, plac Wolności 16, II piętro (budynek Komendy Obozu Warownego „Poznań”)
- Kierownictwo Rejonu Inżynierii i Saperów Kalisz
- Kierownictwo Rejonu Inżynierii i Saperów Toruń
- Kierownictwo Rejonu Inżynierii i Saperów Grudziądz
- Kierownictwo Rejonu Inżynierii i Saperów Bydgoszcz
- Kierownictwo Rejonu Inżynierii i Saperów Nr 1 w Brześciu, Obóz Warowny „Brześć”, bud. nr 20
- Kierownictwo Rejonu Inżynierii i Saperów Nr 3 w Baranowiczach
- Kierownictwo Rejonu Inżynierii i Saperów Przemyśl, ul. Mickiewicza 46
- Kierownictwo Rejonu Inżynierii i Saperów Kielce
- Kierownictwo Rejonu Inżynierii i Saperów Rzeszów
- Kierownictwo Rejonu Inżynierii i Saperów Pińsk w Kobryniu, koszary Lepiosy, bud. nr 54[2]